# Мотагуа

Мотагуа (исп. Motagua) — река в Гватемале, крупнейшая река страны. Берёт начало в западных высокогорных районах Гватемалы, где её также называют Рио-Гранде, далее протекает на восток, где впадает в Гондурасский залив. Последние несколько километров реки являются частью границы между Гватемалой и Гондурасом. Бассейн реки занимает площадь 12 670 км² и является крупнейшим в Гватемале.
Река протекает в долине, в которой находится единственный источник нефрита в Центральной Америке, поэтому река была важным торговым маршрутом в доколумбову эпоху. Город майя Киригуа находится недалеко от северного берега реки, также здесь обнаружены и несколько более мелких поселений.